# Marie Béatrice Umutesi
Marie Béatrice Umutesi, née le 19 mai 1959 à Byumba, dans l'actuelle province du Nord au Rwanda, est une écrivaine rwandaise qui vit en Belgique depuis 1998. Avec Fuir ou mourir au Zaïre (2000), elle livre un témoignage unique sur le vécu dramatique d'une réfugiée rwandaise d'origine hutu pendant les années qui suivirent le génocide, en décrivant les conditions de vie très difficiles des populations déplacées et en mettant l'accent sur leur sentiment d'abandon face au désengagement de la communauté internationale, de la MINUAR et des ONG.

## Biographie
Marie Béatrice Umutesi est née en 1959 à Byumba, au nord du Rwanda, de parents Hutu. Elle fréquente l'école primaire de Miyove, le cours secondaire de Byumba, le prestigieux lycée Notre-Dame de Cîteaux à Kigali – où Scholastique Mukasonga fut également élève et dont elle s'inspira pour son roman Notre-Dame du Nil –, l'université nationale du Rwanda, puis l'université catholique de Louvain où elle obtient une licence de sociologie. Elle occupe ensuite plusieurs emplois administratifs, au ministère de l'Intérieur, à l'African Continental Bank du Rwanda et au Centre de Services aux Coopératives (CSC) qu'elle dirige. Au moment où débute le génocide en 1994, elle travaille dans le domaine du développement auprès d'associations féminines. 
Alors que son père est décédé en 1986, sa famille maternelle subit, dès 1993, les violences du Front patriotique rwandais (FPR) qui a envahi le nord du pays. Marie Béatrice s'échappe à Kigali avec sa mère et survit. Quelques mois plus tard, après la fin du génocide, elle rejoint les milliers de réfugiés hutu qui fuient au Zaïre (RDC actuelle) pour échapper au FPR.
Paru en 2000, son ouvrage Fuir ou mourir au Zaïre. Le vécu d'une réfugiée rwandaise est le récit autobiographique de ses quatre années de fuite, avec un petit groupe de membres de sa famille et des enfants, d'abord dans les camps de réfugiés de Bukavu de l'autre côté de la frontière, puis vers l'ouest, souvent à pied, fuyant les factions armées, tant congolaises que rwandaises, au prix de nombreuses victimes parmi son entourage, et toujours sous l'emprise de la peur. Grâce à son expérience professionnelle, elle peut néanmoins jouer un rôle actif dans la gestion des camps.
En novembre 1997, elle rejoint finalement Kinshasa, à l'autre extrémité d'un pays très étendu, puis part en Belgique où elle est installée depuis avril 1998.

## Distinctions
En 2012, elle reçoit le prix international Daniele Po.
En juin 2021, elle a reçu le Prix Victoire Ingabire pour la démocratie et la paix. 